# Les Super Super

Les Super Super est une série de bande dessinée pour enfants française créée par la dessinatrice Lucie Durbiano et la scénariste Laurence Gillot, à la quelle a depuis succédé le duo Sophie Lodwitz-Ève Pisler. Elle est publiée par Bayard, à la fois dans le bimensuel Astrapi et en albums.
Cette série d'aventure humoristique met en scène deux amis, Aglaé et Juju, 10 ans et toujours désireux de résoudre les problèmes des autres, et à qui leur grand-père Dédé, afin de les aider, confie des capes magiques permettent de voler les nuits sans pluie.
Selon Laurent Lessous de BD Zoom, cette série pleine « d’humour et de fantaisie » parvient à aborder de nombreux types d'injustice avec dynamisme et efficacité, et sans « morale pesante ».

## Personnages

### Aglaé
Aglaé est blonde, elle a des taches de rousseur, ses cheveux sont courts et bouclés. Son costume est composé d'un justaucorps rose, de collants à rayures rouges et noires, de bottes, d'une ceinture et d'une cape noire, des bracelets argentés, des lunettes de soleil en forme d'étoiles et un serre-tête avec des boules rouges au bout de ressorts.

### Juju
Juju a les cheveux noirs, il a la peau mate. Son costume est composé de leggings bleu, d'un justaucorps « léopard », de bottes, d'une cape rouge, d'un bonnet noir à oreilles, de lunettes de ski et de gants roses.

## Albums publiés
- Les Super Super (première série), Bayard, coll. « BD Kids » :

1. Semeurs d'énigmes, 2011  (ISBN 9782747036337).
2. Mission sauvetage, 2011  (ISBN 9782747039055).
3. Nuits zinzin, 2014  (ISBN 9782747046251).
4. Capes sur le monde, 2017  (ISBN 9782747072526).
5. Secrets et Manigances, 2018  (ISBN 9782747085915)[2].
6. Pas de repos pour les héros, 2019  (ISBN 9791036304798).
7. Parés au décollage, 2020  (ISBN 9791036314865).
8. Sens dessus dessous, 2021  (ISBN 9791036325458).

- Les Super Super (deuxième série), Bayard, coll. « BD Kids » :

1. Cap' ou pas cape ?, 2022  (ISBN 9791036340871)[1].
2. Hauts les masques !, 2023  (ISBN 9791036357695).
3. Secret d'une amitié magique, 2024  (ISBN 9791036366598).